# Not Dark Yet
Not Dark Yet är en låt skriven och framförd av Bob Dylan, släppt 1997 som singel och på albumet Time Out of Mind. Den har dykit på många andra album, bl.a. på Wonder Boys Soundtrack och Passion of the Christ: Songs Inspired of. Dessutom är den med på nästan varje av Bob Dylans samlingsalbum efter 1997.
"Not Dark Yet" är nog den bäst mottagna låten på Time Out of Mind och har fått mängder med positiv kritik. Den olyckliga och trötta texten har blivit beskriven som "den bästa texten om att bli gammal" - varje vers slutar med den mäktiga raden "It's not dark yet, but it's getting there". Emmylou Harris sa en gång att Dylan beskriver känslor som man inte ens visste att man kunde känna, och han gör det med poesi.

## Album
- Time Out of Mind - 1998
- The Essential Bob Dylan - 2000
- The Best of Bob Dylan - 2005
- Dylan - 2007